# Ван Масаккер, Кайя
Кайя ван Масаккер (нидерл. Caia van Maasakker, род. 5 апреля 1989 года в Гааге) — нидерландская хоккеистка на траве, защитница клуба «Стихтсе» и сборной Нидерландов. Чемпионка летних Олимпийских игр 2012 года, чемпионка мира 2014 и 2018 годов, победительница Трофея чемпионов 2011 и 2018 годов.

## Спортивная карьера
Представляет клуб «Стихтсе» (СКХК). Участвовала в Олимпиаде в Лондоне, в состав была вызвана после травмы Виллемине Бос. Отличилась в матче против Бельгии, а Нидерланды выиграли в итоге Олимпиаду.
За победу на Олимпиаде награждена орденом Оранских-Нассау в 2012 году. Дважды чемпионка Европы (2017, 2019), дважды чемпионка мира (2014, 2018), дважды победительница Трофея чемпионов (2011, 2018).